# رابرت براندوم
رابرت بویس براندوم ((به انگلیسی: Robert Boyce Brandom، زاده ۱۳ مارس ۱۹۵۰) فیلسوف آمریکایی است که در دانشگاه پیتسبورگ تدریس می‌کند. او در فلسفه زبان، فلسفه ذهن و منطق فلسفی فعالیت می‌کند و خروجی دانشگاهی او هم علایق منسجم و هم تاریخی را در این زمینه‌ها نشان می‌دهد. کار او «مسلماً اولین تلاش منسجم و دقیق، برای توضیح معنای موارد زبانی بر حسب کاربرد هنجاری اجتماعی آن‌ها، و گزارش بازنمودگرایانه از غرض‌ورزی اندیشه و عقلانیت عمل، ارائه کرده‌است».
براندوم بخشی از سنت پراگماتیسم آمریکایی در فلسفه است. او در سال ۲۰۰۳ برنده جایزه دستاورد برجسته ملون شد.

## تحصیلات
براندوم مدرک کارشناسی خود را در سال ۱۹۷۲ از دانشگاه ییل و دکترای خود را در سال ۱۹۷۷، از دانشگاه پرینستون، زیر نظر ریچارد رورتی و دیوید کلوگ لوئیس به‌دست‌آورد. عنوان پایان‌نامه دکتری او «عمل و هدف» بود.

## فلسفه
فعالیت براندوم به شدت تحت‌تأثیر کارهای ویلفرد سلارز، ریچارد رورتی، مایکل دامت و همکارش در پیتسبورگ، و جان مک‌داول است. او همچنین به‌شدت از آثار امانوئل کانت، هگل، گوتلوب فرگه و لودویگ ویتگنشتاین بهره برده‌است.
او بیش‌تر به‌دلیل تحقیقاتش دربارهٔ معانی زبانی یا معناشناسی شناخته شده‌است. او از این دیدگاه حمایت می‌کند که معنای یک عبارت با نحوه استفاده از آن در استنتاج‌ها ثابت می‌شود. این رویکرد در کتاب تأثیرگذار او در سال ۱۹۹۴، «مقدمه ای بر استنتاج‌گرایی (۲۰۰۰)» توسعه یافته‌است. فصلی از این اثر، «استنتاج‌گرایی معنایی و اکسپرسیویسم منطقی»، مضامین اصلی واقع‌گرایی مستقیم و غیرمستقیم (سنت مبتنی بر معناشناسی بر مفهوم بازنمایی) در مقابل استنتاج‌گرایی (اعتقاد به معنادار بودن یک عبارت، که باید بر اساس آن حکم شود) را تشریح می‌کند. و نوع خاصی از قواعد استنتاجی و رابطه استنتاج‌گرایی با بیان‌گرایی منطقی را بیان می‌کند (اعتقاد به این که «منطق بیان‌گر است؛ به این معنا که جنبه‌های خاصی از ساختار استنتاجی، پراتیک گفتمانی ما را صریح می‌کند، یا مدون می‌کند»).
براندوم همچنین مجموعه‌ای از مقاله‌ها دربارهٔ تاریخ فلسفه به نام «داستان‌های مردگان توانا»: طرحی انتقادی و تاریخی از آنچه او «فلسفه غرض‌ورزی» می‌خواند، منتشر کرده‌است. او سردبیر مجموعه مقالاتی دربارهٔ فلسفه ریچارد رورتی، با نام «رورتی و منتقدانش (۲۰۰۰)» است. براندوم در سال ۲۰۰۶ «سخنرانی‌های جان لاک» را در دانشگاه آکسفورد ایراد کرد، که انتشارات دانشگاه آکسفورد با عنوان «بین گفتن و انجام دادن: به‌سوی یک عمل‌گرایی تحلیلی (۲۰۰۸)» منتشر کرد. در سال ۲۰۱۹ او «روح اعتماد» را منتشر کرد؛ کتابی دربارهٔ پدیدارشناسی روح هگل.

## آثار
- «منطق ناسازگاری»، با نیکلاس رسچر. باسیل بل‌کول، آکسفورد ۱۹۸۰.
- «تصریح: استدلال، بازنمایی و تعهد گفتمانی»، انتشارات دانشگاه هاروارد (کمبریج) ۱۹۹۴. شابک ‎۰−۶۷۴−۵۴۳۱۹-X.
- «تجربه‌گرایی و فلسفه ذهن»، نوشته ویلفرد سلرز، رابرت بی براندوم (ویرایش) انتشارات دانشگاه هاروارد، ۱۹۹۷. با مقدمه‌ای از ریچارد رورتی و راهنمای مطالعه توسط رابرت براندوم، شابک ‎۰-۶۷۴-۲۵۱۵۴-۷.
- «رورتی و منتقدان او»، ویرایش‌شده، با مقدمه (شامل «واژگان پراگماتیسم») توسط رابرت براندوم. مقاله‌های اصلی توسط: رورتی، هابرماس، دیویدسون، پاتنم، دنت، مک داول، بوورس، براندوم، ویلیامز، آلن، بیلگرامی، کونانت و رامبرگ. وایلی-بلک‌ول، آکسفورد، ژوئیه ۲۰۰۰، شابک ‎۰-۶۳۱-۲۰۹۸۱-۶.
- «دلایل بیانی: مقدمه‌ای بر استنتاج‌گرایی»، انتشارات دانشگاه هاروارد، ۲۰۰۰ (شومیز ۲۰۰۱)، ۲۳۰ ص. شابک ‎۰-۶۷۴-۰۰۱۵۸-۳.
- داستان‌های مردگان توانا: مقالات تاریخی در متافیزیک غرض‌ورزی، انتشارات دانشگاه هاروارد، ۲۰۰۲. شابک ‎۰-۶۷۴-۰۰۹۰۳-۷.
- «در فضای دلایل: مقاله‌های منتخب ویلفرد سلرز»، با مقدمه‌ای توسط کوین شارپ و رابرت براندوم ویرایش شده‌است. انتشارات دانشگاه هاروارد، ۲۰۰۷. شابک ‎۰-۶۷۴-۰۲۴۹۸-۲.
- بین گفتن و انجام دادن: به‌سوی یک عمل‌گرایی تحلیلی، انتشارات دانشگاه آکسفورد، ۲۰۰۸. شابک ‎۰-۱۹۹-۵۴۲۸۷-۲.
- عقل در فلسفه: ایده‌های متحرک، انتشارات بلکناپ، دانشگاه هاروارد، ۲۰۰۹. شابک ‎۹۷۸۰۶۷۴۰۵۳۶۱۸.
- «دیدگاه‌های پراگماتیسم: کلاسیک، جدید و معاصر ، انتشارات دانشگاه هاروارد، ۲۰۱۱. شابک ‎۹۷۸-۰-۶۷۴-۰۵۸۰۸-۸.
- «از تجربه‌گرایی تا اکسپرسیویسم: براندوم ریدز سلرز ، انتشارات دانشگاه هاروارد، ۲۰۱۵، شابک ‎۹۷۸–۰۶۷۴۱۸۷۲۸۳.
- ایده آلیسم را به یاد آورد، انتشارات سهرکمپ، ۲۰۱۵، شابک ‎۹۷۸-۳-۵۱۸-۲۹۷۰۴-۹ (به آلمانی).
- «روح اعتماد: خواندنی از پدیدارشناسی هگل ، انتشارات دانشگاه هاروارد، ۲۰۱۹. شابک ‎۹۷۸–۰۶۷۴۹۷۶۸۱۸.

## برای مطالعه بیش‌تر
- برند پرین و دیوید پی. شویکارد (ویراستار)، رابرت براندوم: عمل‌گرایی تحلیلی، اونتوس، ۲۰۰۸، ۱۹۴ صفحه، شابک ‎۹۷۸-۳-۹۳۸۷۹۳-۷۷-۰. [مجموعه مقاله‌ها با پاسخ‌های براندوم].
- جرمی واندرر، رابرت براندوم، انتشارات اکومن (بریتانیا)؛ انتشارات دانشگاه مک‌گیل-کوئینز (ایالات متحده)، ۲۰۰۸، ۲۵۶ ص. ۲۵۶، شابک ‎۹۷۸-۰-۷۷۳۵-۳۴۸۶-۵. [مقدمه انتقادی].
- برنهارد وایس و جرمی واندرر (ویرایش‌ها)، خواندن براندوم: در شناخت او، روتلج ۲۰۱۰، ۳۷۱ صص، شابک ‎۹۷۸-۰-۴۱۵-۳۸۰۳۷-۹. [مجموعه مقالات، از جمله مشارکت‌های گیبارد، دنت، تیلور، مک داول، دامت، فودور و لپور و رایت، با پاسخ‌های براندوم].
- رونالد لوفلر، براندوم، انتشارات پولیتی ۲۰۱۷، ۲۴۰ صص. شابک ‎۹۷۸-۰-۷۴۵-۶۶۴۲۰-۰، [مقدمه انتقادی].